# Erarik
Erarik (gotsko Erareiks, latinsko Ariaricvs, grško starogrško Εράριχος, Erárihos) je bil leta 541 pet mesecev kralj Ostogotov, * ni znano, † 541.
Po Ildibadovi smrti leta 541 je bil za njegovega naslednika izvoljen Erarik, najuglednejši mož ostrogotskih konfederatov Rugov. Goti z njegovo izbiro niso bili zadovoljni, a so ga kljub temu priznali za svojega kralja. Po izvolitvi je sklical zbor, katerega cilj je bil prepričati konfederacijo, naj sklene mir z bizantinskim cesarjem Justinijanom pod njegovo suverenostjo. Ostrogoti so premirju nasprotovali in namesto tega za novega kralja izvolili Ildibadovega nečaka Totilo. Erarika so kmalu zatem ubili Totilovi privrženci.